# Dow Corning Tennis Classic 2011
Il Dow Corning Tennis Classic 2011 è stato un torneo di tennis facente parte della categoria ITF Women's Circuit nell'ambito dell'ITF Women's Circuit 2011. Il torneo si è giocato a Midland (Michigan) negli USA sul cemento indoor dal 7 al 13 febbraio 2011 e aveva un montepremi di 100 000 $.

## Vincitori

### Singolare
Lucie Hradecká ha battuto in finale  Irina Falconi con il punteggio di 6–4, 6–4.

### Doppio
Jamie Hampton /  Anna Tatišvili hanno battuto in finale  Irina Falconi /  Alison Riske per Walkover